# Азаренков, Андрей Сергеевич
Андре́й Серге́евич Аза́ренков (род. 26 сентября 1985) — российский легкоатлет, специалист по метанию молота. Выступал за сборную России по лёгкой атлетике в 2003—2007 годах, чемпион мира среди юниоров, бронзовый призёр чемпионата Европы среди молодёжи, победитель ряда крупных турниров международного и всероссийского значения. Представлял Смоленскую область и Москву. Мастер спорта России международного класса.

## Биография
Андрей Азаренков родился 26 сентября 1985 года. Занимался лёгкой атлетикой в Смоленске.
Первого серьёзного успеха на международном уровне добился в сезоне 2003 года, когда вошёл в состав российской сборной и выступил на юниорском европейском первенстве в Тампере, где в зачёте метания молота выиграл бронзовую медаль.
В 2004 году в той же дисциплине установил рекорд России среди юниоров — 80,51 метра (снаряд 6 кг), выиграл зимнее молодёжное первенство России в Адлере, победил на зимнем чемпионате России среди юниоров, отметился победой в юниорской матчевой встрече со сборными Франции и Германии в Тулузе. На юниорском мировом первенстве в Гроссето с результатом 74,11 превзошёл всех соперников и завоевал золотую медаль.
В 2005 году выиграл матчевую встречу со сборными Украины и Белоруссии в Адлере, был лучшим на молодёжном чемпионате России в Адлере, занял пятое место на Мемориале братьев Знаменских в Казани, взял бронзу на молодёжном европейском первенстве в Эрфурте.
В 2007 году с личным рекордом 75,12 стал бронзовым призёром на зимнем чемпионате России по длинным метаниям в Адлере, победил в молодёжном зачёте на Кубке Европы по зимним метаниям в Ялте, был пятым на Мемориале Знаменских в Жуковском, вторым на молодёжном всероссийском первенстве в Туле, четвёртым на молодёжном европейском первенстве в Дебрецене, пятым на чемпионате России среди военнослужащих в Самаре. По окончании сезона завершил спортивную карьеру.
За выдающиеся спортивные достижения удостоен почётного звания «Мастер спорта России международного класса».